# Dioctria scopini
Dioctria scopini är en tvåvingeart som beskrevs av Pavel Lehr 1965. Dioctria scopini ingår i släktet Dioctria och familjen rovflugor. Inga underarter finns listade i Catalogue of Life.